# Pegasus World Cup
Der Pegasus World Cup ist ein US-amerikanisches Pferderennen für Vollblüter, das am 28. Januar 2017 im Gulfstream Park in Hallandale Beach, Florida erstmals ausgetragen wurde. Das Flachrennen für 4-jährige und ältere Pferde wird auf einer Sandbahn über eine Distanz von 1800 Metern ausgetragen. Es wurde von Donn Handicap als Gruppe I-Rennen eingestuft.
Mit einer Gewinnsumme von 12 Millionen US-Dollar für die erste Austragung im Jahr 2017 übertraf der Pegasus World Cup den Dubai World Cup als höchstdotiertes Pferderennen der Welt. 2018 wurde die Gewinnsumme auf 16 Millionen Dollar angehoben, aber im Jahr 2019 auf 9 Millionen Dollar und im Jahr 2020 auf 9 Millionen Dollar verringert. Auch die Teilnahmegebühren haben sich verändert: von 1 Million US-Dollar in den Jahren 2017 und 2018 über 500.000 US-Dollar im Jahr 2019 bis hin zu kostenlosen Teilnahme im Jahr 2020.
Die Idee für den Pegasus World Cup stellte Frank Stronach erstmals auf der Thoroughbred Owners Conference in Gulfstream im Januar 2016 vor. 
Einige Monate vor dem Rennen werden die zwölf Startplätze für je eine Million Dollars verkauft. Die Rennställe und Besitzer können einen Startplatz kaufen, ohne den Pferdenamen festzulegen, sie können den Startplatz auch tauschen, vermieten oder weiter verkaufen. Die so gesammelten 12 Millionen Dollar werden wie folgt aufgeteilt: 7 Millionen für den Sieger, 1,75 Millionen für den Zweiten, 1 Million für den Dritten, sowie 250.000 Dollar für den Vierten bis Zwölften Platz. Für jeden Startplatz können im Voraus zwei Pferde genannt werden. Ein genanntes Pferd, das nicht Pegasus World Cup startet, wird für die Poseidon Stakes zugelassen, ein speziell dafür aus der Taufe gehobenes Rennen. Dieses Rennen wird unter ähnlichen Bedingungen ausgetragen und bietet eine Gewinnsumme von 400.000 Dollar, bei einem Startplatzpreis von 20.000 Dollar.
Hengste tragen 56 kg, Stuten bekommen drei Pfund Erleichterung. Zwischen 2017 und 2019 erhielten Pferde, die ohne eine Gabe des Medikaments Furosemid (besser bekannt als Lasix) vor dem Rennen liefen, eine Erleichterung von fünf Pfund. Ab 2020 ist die Verwendung aller Medikamente am Renntag, einschließlich Lasix, verboten.
Seinen Namen verdankt das Rennen der Statue eines geflügelten Pferdes, einem Pegasus aus der griechischen Mythologie, am Eingang der Gulfstream Park Pferderennbahn.

## Ergebnisse
| Jahr | Sieger        | Geschlecht Alter | Land               | Vater            | Jockey            | Trainer        | Besitzer                            | Zweiter          | Dritter           | Zeit    |
| ---- | ------------- | ---------------- | ------------------ | ---------------- | ----------------- | -------------- | ----------------------------------- | ---------------- | ----------------- | ------- |
| 2023 | Art Collector | M.6              | Vereinigte Staaten | Bernardini       | Junior Alvarado   | Bill Mott      | Bruce Lunsford                      | Defunded         | Stillleto Boy     | 1'49"44 |
| 2022 | Life is Good  | M.4              | Vereinigte Staaten | Into Mischief    | Irad Ortiz, Jr.   | Todd Pletcher  | CHC Inc & WinStar Farm LLC          | Knicks Go        | Stillleto Boy     | 1'48"91 |
| 2021 | Knicks Go     | M.5              | Vereinigte Staaten | Paynter          | Joel Rosario      | Brad H. Cox    | Korea Racing Authority              | Jesus' Team      | Independence Hall | 1'47"89 |
| 2020 | Mucho Gusto   | M.4              | Vereinigte Staaten | Mucho Macho Man  | Irad Ortiz, Jr.   | Bob Baffert    | F. bin Khalid bin Abdulaziz Al Saud | Mr Freeze        | War Story         | 1'48"85 |
| 2019 | City of Light | M.5              | Vereinigte Staaten | Quality Road     | Javier Castellano | W.M. McCarthy  | W. & S. Warren, Jr.                 | Seeking The Soul | Accelerate        | 1'47"71 |
| 2018 | Gun Runner    | M.5              | Vereinigte Staaten | Candy Ride       | Florent Géroux    | Steve Asmussen | Winchell T'Breds LLC & Co           | West Coast       | Gunnevera         | 1'47"41 |
| 2017 | Arrogate      | M.4              | Vereinigte Staaten | Unbridled's Song | Mike E. Smith     | Bob Baffert    | Juddmonte Farms                     | Shaman Ghost     | Neolithic         | 1'46"90 |